# جان لایپولد
جان لایپولد (انگلیسی: John Leipold; ۲۶ فوریهٔ ۱۸۸۸ – ۸ مارس ۱۹۷۰) یک آهنگساز اهل ایالات متحده آمریکا بود.
وی همچنین برنده جوایزی همچون جایزه اسکار بهترین موسیقی فیلم شده‌است.

## بخشی از فیلم‌شناسی
- یک ساعت با تو (۱۹۳۲)
- مرا ستاره کن (۱۹۳۲)
- این همان شب است (۱۹۳۲)
- شکوفه‌هایی در برادوی (۱۹۳۲)